# 六万石くるりんバス

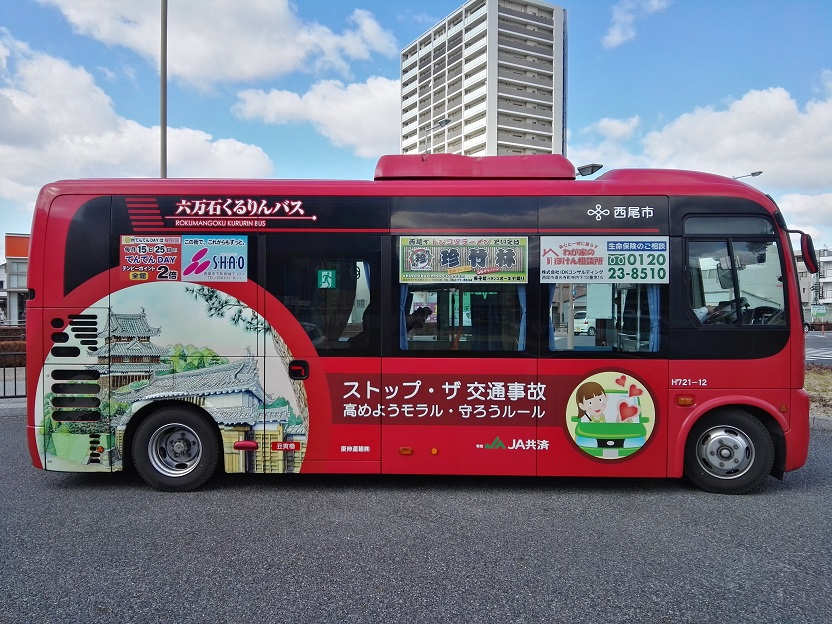
六万石くるりんバス

六万石くるりんバス（ろくまんごくくるりんバス）は、愛知県西尾市が運営するコミュニティバスである。

## 概要
点在する行政施設への市民の足として2006年12月に誕生した。
名鉄西尾線 西尾駅西口ロータリーを起点とする5路線と西尾市民病院を起点とする3路線の計8路線を運行している。
運行時間は6時 - 21時。
毎日運行。ただし【3】平坂中畑線、【4】寺津矢田線は12月31日～1月1日、その他の路線は12月29日～1月3日が運休となる。

## 年表
- 2006年（平成18年）12月18日 - 市街地をまわる右廻り、左廻りコースを運行開始。
- 2008年（平成20年）1月19日 - 帰りの乗車券サービスを開始。
- 2009年（平成21年）7月25日 - 従来の市街地のコースは、市街地線となる。市街地線を米津駅へ路線延長。東廻り線と西廻り線を運行開始。
- 2010年（平成22年）7月1日 - 西尾幡豆休日診療所開設に伴い、市街地線の経路を一部変更。回数券の取り扱いを開始。
- 2012年（平成24年）12月1日 - 東廻り線と西廻り線の経路を一部変更。
- 2020年（令和2年）4月1日 - 3路線から8路線へ拡大。運賃を1乗車100円から200円に値上げ（乗車当日に限り1日乗り放題）。回数券の販売を終了し、1ヶ月定期券と市内全バス路線共通1日券の取り扱いを開始。
- 2025年（令和7年）
  - 3月31日 - PayPay及びLINE PAYの取扱いを終了。いっちゃんバスの廃止。
  - 4月1日 - 運行委託会社の変更、manaca等の交通系ICカードを導入。西尾駅での名鉄西尾線との接続および現状の遅延状況等を考慮したダイヤ改正を実施。

## 運行委託会社
- 名鉄バス - 【0】市街地線、【1】三和線、【2】室場線 、【3】平坂中畑線、【4】寺津矢田線
- 名鉄東部交通 - 【5】米津線、【6】西野町線、【7】福地線

## 過去の運行委託会社
2025年（令和7年）3月31日までの委託会社
- 東伸運輸（さるびあ交通） - 【0】市街地線、【1】三和線、【2】室場線
- 西尾交通 - 【3】平坂中畑線、【4】寺津矢田線
- 大興タクシー - 【5】米津線、【6】西野町線、【7】福地線

## 現行路線
2020年（令和2年）4月1日現在
- 【0】市街地線：西尾駅 - 市役所 - 文化会館 -  図書館・岩瀬文庫西 - 桜町前駅西 - 市民病院 - 郵便局西 - 西尾駅
- 【1】三和線：西尾駅 - 市民病院 - 八ツ面 - 道の駅にしお岡ノ山 - 駒場 - 三和ふれあいセンター - 高落北 - 岡崎中島
- 【2】室場線：西尾駅 - 市役所 - ホワイトウェイブ - 室場ふれあいセンター - つくしが丘 - 平原
- 【3】平坂中畑線：市民病院 - 西尾駅 - 御城下 → 中畑 → 平坂港前 → 御城下 - 西尾駅 - 市民病院
- 【4】寺津矢田線：市民病院 - 西尾駅 - 矢田小東 - 富山 → 下矢田 → 刈宿 → 富山 - 矢田小東 - 西尾駅 - 市民病院（一部、上矢田北を経由する便がある）
- 【5】米津線：西尾駅 - 市民病院 - 桜町前駅南 - 桜町 → 新渡場 → 南中根 → 米津駅 → 桜町 - 桜町前駅南 - 市民病院 - 西尾駅
- 【6】西野町線：西尾駅 - 御城下 - 上町住宅 - 西野町ふれあいセンター - 碧南鷲塚（一部、御城下を経由しない便がある）
- 【7】福地線：市民病院 - 西尾駅 - 鵜ケ池北 → 鎌谷 → 八ヶ尻 → 福地駅南 → 鵜ケ池北 - 西尾駅 - 市民病院

## 過去の路線
2020年（令和2年）3月31日までの路線
- 市街地線：西尾駅 - 市役所 - 文化会館 -  図書館・岩瀬文庫西 - 米津駅 - 桜町前駅 - 市民病院 - 郵便局西 - 西尾駅
- 東廻り線：西尾駅 - 市民病院 - 八ツ面 - 道の駅にしお岡ノ山 - 三和ふれあいセンター - つくしが丘 - 室場ふれあいセンター - ホワイトウェイブ - 市役所 - 西尾駅
- 西廻り線：西尾駅 - 今川 - 鵜ヶ池 - 憩の農園 - 福地駅 - 国森 - 平坂小北 - 下町 - 歴史公園北 - 西尾駅

## 車両
車検時等は予備車で走ることがある。
- 日野・ポンチョ - 【0】市街地線、【1】三和線、【2】室場線、【3】平坂中畑線、【4】寺津矢田線
- トヨタ・ハイエース - 【5】米津線、【6】西野町線、【7】福地線

## 運賃
本節の出典：六万石くるりんバス・いっちゃんバス 運賃（降車時払い）
名鉄東部交通バスについても、西尾市内区間に限り均一料金。尚、岡崎市内エリアへの利用、もしくは岡崎市内からの乗車については、整理券方式による距離別運賃となる。
- 1乗車200円均一（中学生以上）。
- 当日の初回降車時に乗継券を発行してもらうことで、乗車当日に限り1日乗り放題。
- 1ヶ月定期券3,000円。購入日から1ヶ月間有効。
- 市内全バス路線共通1日券500円。六万石くるりんバス、および名鉄東部交通バスの西尾市内全区間が1日乗り放題。なお、名鉄東部交通バス岡崎・西尾線の【91】と【91H】の中島口以北、【92】と【92H】の三和小学校前以北は岡崎市の区間となるため利用できない。
- manaca、TOICAなど各種交通系ICカードが利用可能。
- 小学生以下の方、身体障害者手帳・療育手帳・精神障害者保健福祉手帳をお持ちの方、障害者手帳所持者の付添人（1名）、名鉄東部交通バススクールパスをお持ちの方、コミュニティバス割引乗車証をお持ちの方は、無料で利用できる。
- 一部の路線を除き、車内に両替機が搭載されていないため、降車時に運転手に両替を申し出る必要がある。